# Harpalus nero
Espèce
Harpalus nero est une espèce fossile d'insecte coléoptères de la famille des Carabidae.

## Classification
L'espèce Harpalus nero est décrite en 1874 par le zoologiste français Émile Oustalet (1844-1905),.

### Citations et ajouts de fossiles
L'espèce est citée :
- en 1936 par Piton et Théobald[3]
- en 1937 par Nicolas Théobald[4]
- en 1939 par Piton et Théobald[5][2].

### Fossiles
Selon Paleobiology Database en 2023, quatre collections de fossiles sont référencées. Ces quatre collections viennent de Céreste, de la localité de Puy-Saint-Jean, sur la commune de Vertaizon, à l'est de Clermont-Ferrand et au nord-est de Mur-sur-Allier, près d'un lac de cratère de l'Oligocène, de la collection M. A. Rudel des carrières de Dallet, aussi du Puy-de-Dôme sur la commune de Mur-sur-Allier, et d'Aix-en-Provence.

### Localité type
La localité type est Aix-en-Provence pour le spécimen A44 de l'Institut géologique de Lyon qui porte une note manuscrite de M. de Serres, « Melolonthia n° 1 »,.

## Description

### Caractères
La diagnose de Nicolas Théobald en 1937 concernant les échantillons F15 (v. figure), 5, 31, 67, 79 de la collection Fliche de l'école nationale des eaux et forêts de Nancy., : 

« Insecte de couleur brun foncé. Tête légèrement rétrécie en arrière ; yeux en saillie sur le côté ; front avec labre très peu échancré ; mandibules assez fortes ; antennes formées d'articles égaux, légèrement dissymétriques. Prothorax échancré à l'avant, bords latéraux convexes, se rapprochant vers l'arrière et passant progressivement au bord postérieur arrondi, donnant à l'ensemble du prothorax une forme presque semi-circulaire. Élytres mal conservés. Abdomen allongé, arrondi à l'arrière, six segments visibles. Pattes en partie conservées ; fémurs forts ; tibias grêles. ».

### Dimensions
La longueur totale est de 11 mm.

### Affinités
« Semble identique au Harpalus nero Oustalet d'Aix. La mauvaise conservation ne permet pas de rechercher les affinités avec la faune actuelle. ».

## Galerie
- Quelques espèces vivantes du genre Harpalus.
- Harpalus affinis.
- Harpalus caliginosus.
- Harpalus distinguendus.
- Harpalus parvulus.
- Harpalus tardus.

### Publication originale
- [1874] Émile Oustalet, « Recherches sur les insectes fossiles des terrains Tertiaires de la France, deuxième partie, insectes fossiles d'Aix en Provence », Annales des Sciences Géologiques, Paris, vol. 5, no 2,‎ 1874, p. 1-347 (lire en ligne).